# Barreiras

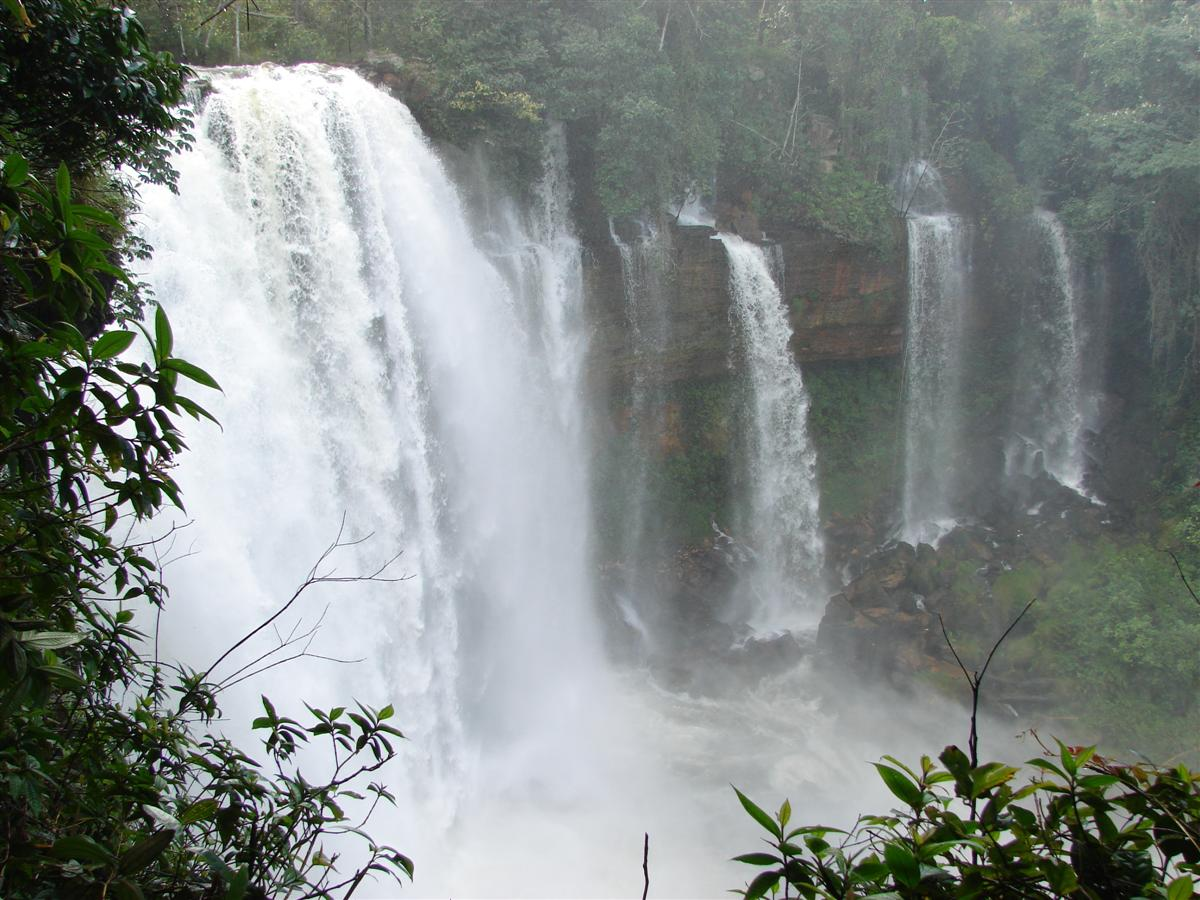
Cachoeira Acaba Vida, localitzada en el Rio de Janeiro.

Barreiras és un municipi brasiler de l'estat d'Estat de Bahia, emancipat el 26 de maig de 1891. La seva població estimada el 2016 era de 155.519 habitants, sent el municipi més habitat de l'oest de Bahia, es destaca a la producció de gra.
Comptant amb tres rius i dues cascades - Cachoeira do Acaba-vida ("per la seva altura") i Cachoeira do Rodó - en el seu municipi, compta amb poca inversió pública i privada en la qualitat de vida de la població, amb renda concentrada i poca escolaritat en la base de la població.

## Distàncies
Es troba a 215 km d'Ibotirama, 572 km de Formosa (Argentina), 71 km de Cristópolis, 598 km de Brasília, 96 km de Luís Eduardo Magalhães i 885 km de Salvador (Brasil).

## Història
Les terres de l'actual municipi de Barreiras formaven part de la immensa sesmaria d'Antônio Guedes de Brito - el comte fundador del Morgado da Casa da Ponte. Les que es deixaven al cultiu i a cria van ser venudes el segle xvii per descendents de José Alves Martins, Domingos Afonso Serra i d'altres, quedant-se devolutas les xapades de les serres. El segon d'ells, Domingos Afonso Serra, va fer la Hisenda Tapera, on va criar bestiar. Després de la seva mort, la hisenda va ser inventariada i va venuda a diverses persones, que és quan es presumeix que varen sorgir els primers habitatges.
El 1850, habitava una caseta al costat del port, en terreny de la Hisenda Malhada, de propietat del coronel José Joaquim de Almeida, el barquer Plàcido Barbosa, tingut com el pioner del municipi, que juntament amb el seu patró, Francisco José das Chagas, habitant a mitja llegua d'allà, s'ocupava de rebre i descarregar les barques arribades, les mercaderies de les quals feia seguir en tropes d'animals per a localitats veïnes de l'estat de Goiás o per a fades de la Ribeira. El 1880 era un poblat amb 20 casebres de tàpia o tova. La gran abundància, a les mates locals, de la mangabeira, de la saba de la qual es feia la goma, va ser factor definitiu de creixement i d'una nova activitat econòmica, per la qual el tímid poblat va poder progressar més ràpidament i obtenir, immediatament l'any següent, 1881, la creació de la seva freguesia.
10 anys més de franca prosperitat va passar a ser districte de pau del municipi d'Angical, en virtut de Llei municipal de 20 de febrer de 1891. De seguida va guanyar la categoria de vila, la que va ser elevat per la Llei provincial núm. 237, de 6 d'abril de 1891, que també va crear el municipi respectiu, amb territori desmembrat del d'Angical. La vila i el Consell Municipal van començar a funcionar el 26 de maig de 1891, durant el "Fòrum", l'agost del mateix any.
La seu municipal va adquirir fòrums de ciutat per la Llei provincial núm. 449, de 19 de maig de 1902, invertint-se en aquesta categoria el 15 de novembre d'aquell mateix any, quan ja tenia més de 630 cases i 2.500 habitants.
El 15 de març de 1943 va començar a operar una agència del Banco do Brasil, el primer banc de la ciutat.

## Cultura
La presència de l'home a Barreiras es remunta a la prehistòria. Jaciments arqueològics, amb material significant per a l'estudi de la presència de l'home, van ser trobats a la regió. Avui, urnes funeràries amb esquelets, armes i objectes de pedra lascada i polida formen part del patrimoni en exposició al Museu Municipal. Les pintures rupestres deixades a les parets de les coves són altres vestigis llegats per aquests habitants. Són troballes importants, que van donar inici a la investigació arqueològica a la regió.
El 1908, un diari setmanal "Correo de Barreiras" era publicat i editat per la Impremta Lima. L'any de 1918, Geraldo Rocha inaugura el Cinema Teatre Ideal, on programes d'auditoris i espectacles musicals van fer el major èxit, sota la direcció del talentós Mário Cardoso.
En els principis del segle XX el progrés arriba a Barreiras i deixa marques d'aquella època, als imponents cases d'arquitectura neoclàssica. Verdader monument arquitectònic, que en part sobreviu fins avui.

## Geografia
Els terres presenten textura mitjana i sorrenca, sent el latossolo vermell groc-célico el predominant.
La vegetació predominant és el Cerrado arbòric obert sense boscatges de galeria. Els boscatges de galeria en menor escala es localitzen a la Vall de Rio Grande.

### Límits
El municipi de Barreiras es limita: A l'oest, amb l'estat de Tocantins i el municipi de Luís Eduardo Magalhães
A l'est amb els municipis d'Angical i Catolândia
Al nord amb el municipi de Riachão de las Nieves
Al sud amb el municipi de Son Desidério.

### Hidrografia
El municipi és ric en recursos hídrics. El Riu de Ondas, Rio de Janeiro, Rio Preto, Río de les Femeas i Rio Branco són els principals, i formen la Conca de Rio Grande que banya la ciutat, i és la major conca del costat esquerre de Riu Sao Francisco. Barreiras posseeix un santuari ecològic amb un enorme potencial per desenvolupar l'ecoturisme.

## Emissores de televisió
Barreiras és servida per la Tv Oest, una ramificació de la Xarxa Bahia que serveix l'oest de Bahia.

## Fills il·lustres
D'entre els fills de Barreiras, es destaca la figura de l'exgovernador de l'estat, Antônio Balbino, Cel. Baylon Alves Boaventura, gran emprenedor, important polític en el principi del segle Xx i líder comunitari. No podria deixar de constar en aquesta llista l'enginyer Geraldo Rocha, notable home de la seva època, autor del llibre "Río San Francisco, factor precípuo de l'existència del Brasil" considerats molts la pedra fonamental per a creació de la Codevasf - Companyia de Desenvolupament de les Valls dels Rius São Francisco i Parnaíba.